# Studia Philosophiae Christianae
Studia Philosophiae Christianae – czasopismo naukowe ukazujące się od 1965 roku, wydawane początkowo przez Wydział Filozofii Chrześcijańskiej Akademii Teologii Katolickiej, a od 2000 roku przez Instytut Filozofii Uniwersytetu Kardynała Stefana Wyszyńskiego w Warszawie. Zostało założone przez ks. prof. dr hab. Józef Iwanickiego i ks. prof. dr hab. Kazimierz Kłósaka. Pismo publikuje artykuły z dziedziny filozofii, a także recenzje książek i sprawozdania z wydarzeń związanych ze środowiskiem filozoficznym.
Od momentu założenia do roku 2010 czasopismo było półrocznikiem, od 2011 do 2020 kwartalnikiem, a od roku 2021 znowu jest półrocznikiem.

## Redaktorzy naczelni
- prof. dr hab. Józef Iwanicki (1965–1973)
- prof. dr hab. Kazimierz Kłósak (1973–1977)
- prof. dr hab. Tadeusz Ślipko (1978–1981)
- prof. dr hab. Mieczysław Lubański (1981–1988)
- prof. dr hab. Szczepan Witold Ślaga (1988–1995)
- prof. dr hab. Anna Latawiec (1996–2020)
- prof. ucz. dr hab. Adam Świeżyński (od 2020)

Źródło: Studia Philosophiae Christianae.